# Seiko Niizuma
Seiko Niizuma (新妻 聖子 Niizuma Seiko?, 8 de octubre de 1980 en Sobue (ahora Inazawa), Nakashima Prefectura, Aichi Prefectura, Japón) es una actriz japonesa y cantante. Está representada con Production Ogi.

## Premios
- 2005: 31.º Kazuo Kikuta Premio de Teatro (21C: Mademoiselle Mozart como Mozart/Madame de Sade cuando Rene)
- 2006: 61.as Artes Nacionales Recién llegado de Departamento de Teatro de Festival Premio (Marie Antoinette cuando Marguerite Arnaud)
- 2016: 7.º Tokiko Iwatani Premio[2]

## Filmografía

### Serie de televisión
| Año  | Título                                    | Red                    | Notas                    |
| ---- | ----------------------------------------- | ---------------------- | ------------------------ |
| 2002 | Rey Brunch                                | TBS                    |                          |
| 2002 | Rey Oyashaku                              | TBS                    |                          |
| 2003 | El mundo de Ururun Taizai-ki              | MBS                    |                          |
| 2007 | Shumi Yūyū                                | NHK Televisión general |                          |
| 2009 | Asada! Namadesu Tabi Ensalada             | ABC                    | "Kaigai Huésped" mensual |
| 2010 | NHK Kayō Concierto                        | NHK Televisión general |                          |
| 2010 | Variedad Kin'yō                           | NHK Televisión general |                          |
| 2010 | Concierto Kayō Charity                    | NHK Televisión general |                          |
| 2014 | Comte Ningún Gekijō: Los Actores' Comedia | NHK BS-Prima           |                          |
| 2014 | Feria de música                           | Fuji Televisión        |                          |
| 2015 | FNS Festival de Música de la Summer       | Fuji Televisión        |                          |
| 2016 | Gyōretsu ningún Dekiru Horitsu Sōdansho   | NTV                    |                          |
| 2016 | Tokudane!                                 | Fuji Televisión        | Comentarista             |
| 2016 | Sashihara Kaiwaizu                        | Fuji Televisión        |                          |

### Televisión
| Año  | Título                                      | Función                | Red                    | Notas                       | Ref. |
| ---- | ------------------------------------------- | ---------------------- | ---------------------- | --------------------------- | ---- |
| 2005 | Hachirō: Haha Ningún Uta, Chichi ningún Uta | NHK Televisión general |                        |                             |      |
| 2007 | Horibe Yasubee                              | Isako                  | NHK Televisión general |                             |      |
| 2014 | Tokumei Tantei                              | Televisión Asahi       |                        |                             |      |
| 2015 | Kōun-chō Kōhī-ya Koyomi                     | Saeko Hirose           | NHK                    | [ 3 ]                       |      |
| 2015 | Shi Ningún Zōki                             | Ryoko Namikawa         | WOWOW                  |                             |      |
| 2015 | Aibō Estación 14                            | Shiro Kanda            | Televisión Asahi       | Episodio 9                  |      |
| 2016 | Higanbana: Keishichō Sōsa Nana-ka           | Yuka Karashima         | NTV                    | Episodio 9 y Episodio Final |      |
| 2016 | Ronda Sanada                                | Oeyo                   | NHK                    | [ 4 ]                       |      |

### Radiofónico
| Título      | Red           |
| ----------- | ------------- |
| para Mañana | J-Ondulatorio |

### Teatro
| Año  | Título                                      | Función           | Notas              | Ref. |
| ---- | ------------------------------------------- | ----------------- | ------------------ | ---- |
| 2003 | Los Misérables                              | Eponine, Fantine  |                    |      |
| 2004 | Saigón de señorita                          | Kim               |                    |      |
| 2005 | 21C: Mademoiselle Mozart                    | Mozart            | Función de ventaja |      |
| 2005 | Madame de Sade                              | Rene              |                    |      |
| 2005 | Letras de amor                              | Melissa           |                    |      |
| 2006 | Naruto: Ilusión Ninja                       | Diva Waka         |                    |      |
| 2006 | Marie Antoinette                            | Marguerite Arnaud |                    |      |
| 2008 | Misummer Carol: Gama Ōji vs. Zarigani Majin | Mitsuoka          |                    |      |
| 2009 | Deletreando Abeja                           | Oliva Ostrovsky   |                    |      |
| 2010 | Candide                                     | Kunegonde         |                    |      |
| 2010 | Iliad                                       | Kassandra         |                    |      |
| 2010 | Orgullo                                     | Moe Midorikawa    |                    |      |
| 2016 | Cresta de la Familia Real                   | Carol             | [ 5 ]              |      |

### Películas
| Año  | Título                       | Función | Notas           |
| ---- | ---------------------------- | ------- | --------------- |
| 2010 | Andante: Ine ningún Senritsu |         |                 |
| 2011 | El Sonido de Música          | Maria   | Japonés bautiza |

### Anime
| Año  | Título                                                               | Función      | Ref.  |
| ---- | -------------------------------------------------------------------- | ------------ | ----- |
| 2011 | La Princesa y el Piloto                                              | Chise Karino | [ 6 ] |
| 2016 | Eiga Bastante Cura Todas las Estrellas: Minna de Utau Kiseki no Mahō | Solshiel     |       |

### Anuncios
| Año                                                                           | Título                                            |
| ----------------------------------------------------------------------------- | ------------------------------------------------- |
| Bourbon "Mantiene Mantequilla de Francia" "de Campaña Fresca ninguna Galleta" |                                                   |
| 2016                                                                          | Japón Laboratorio Digital "Utahime Seiko Niizuma" |

## Discografía

### Sencillos
| Año  | Título                                 |
| ---- | -------------------------------------- |
| 2006 | "Yume Ningún Tsubasa"                  |
| 2007 | "Ai o Tomenaide: Siempre Encantándote" |
| 2008 | "Carretera virgen"                     |
| 2011 | "Toki Ningún Tsubasa"                  |
| 2012 | "Arigatō"                              |

### Álbumes
| Año  | Título             |
| ---- | ------------------ |
| 2008 | Momentos musicales |
| 2010 | Andante            |
| 2013 | Momentos vivos     |

### Participación
| Año                       | Título                                                                                   | Notas |
| ------------------------- | ---------------------------------------------------------------------------------------- | --- |
| 2014                      | En la Etapa                                                                              | |
| "Kirameki Ningún Mirai e" |                                                                                          | |
| 2016                      | Eiga Bastante Cura Todas las Estrellas: Minna de Utau Kiseki no Mahō Canciones Musicales | "Hiyaku Ninguna Receta", "Kangaete Mite", "Majo ningún Komori-uta (Acapella ver.)", "Majo ningún Komori-uta: Uta wa Mahō" |

### Tie-ins
| Título                                 | Lazo-arriba                                                      |
| -------------------------------------- | ---------------------------------------------------------------- |
| "Ai o Tomenaide: Siempre Encantándote" | Canción de tema para Kagerō ningún Tsuji Inemuri Iwane Edo Zōshi |
| "Carretera virgen"                     | Canción de tema para Ataka Ke ningún Hitobito                    |
| "Toki Ningún Tsubasa"                  | Canción de tema para La Princesa y el Piloto                     |
| "Jiyū Ninguna Tori ni Nare-fū ni Nare" | JDL (Japón Digital Laboratary) canción de anuncio                |